# Scaphiostreptus huallagae
Scaphiostreptus huallagae är en mångfotingart som beskrevs av Kraus 1955. Scaphiostreptus huallagae ingår i släktet Scaphiostreptus och familjen Spirostreptidae. Inga underarter finns listade i Catalogue of Life.